# Tiempo compartido (multipropiedad)

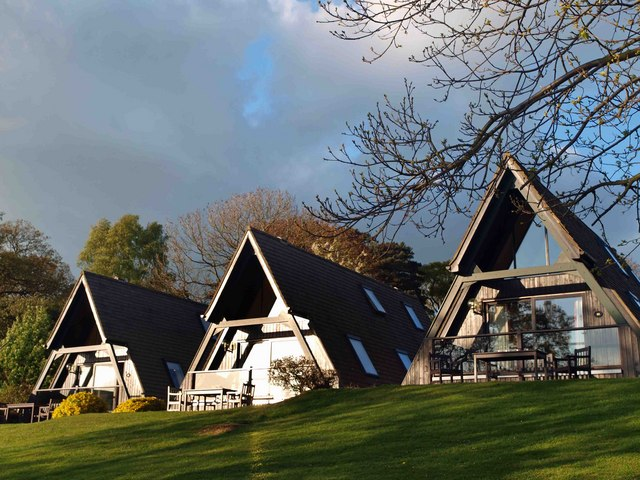
Chalets tiempo compartido en Reino Unido

El régimen de tiempo compartido consiste en la prestación del derecho de uso y goce de una propiedad (también llamada multiuso), por lo general algún tipo de alojamiento vacacional, durante un periodo determinado en el contrato.
El concepto de tiempo compartido de inmuebles vacacionales se ha extendido también a otro tipo de bienes como automóviles, embarcaciones y aviones. Para los que no están familiarizados, el término suele ser confundido con el de «alquiler vacacional», siendo dos conceptos diferentes entre sí. 

## Historia
El concepto de tiempo compartido surgió en Europa a principios de los años 60. Desde allí se extendió a Canadá, México y  Estados Unidos, donde apareció por primera vez en 1974 de la mano de Caribbean International Corp., compañía radicada en Fort Lauderdale (Florida) que ofrecía un tiempo compartido con una duración de 25 años.

## Funcionamiento
En lugar de comprar una propiedad, el tiempo compartido permite disfrutar de un inmueble durante el periodo del año previamente acordado. Dicho periodo consiste normalmente en una semana concreta del año, aunque puede establecerse de forma diferente según contrato. Algunos tiempos compartidos otorgan el derecho sobre diferentes complejos vacacionales, o resorts, pertenecientes a la misma compañía.
Por lo general, los beneficiarios de un régimen de tiempo compartido, con base en los derechos de uso que ostentan, pueden elegir disfrutar del inmueble durante el periodo prescrito o transferirlo a terceros a cambio de una compensación económica, o simplemente como una donación. Además, el tiempo compartido puede permitir el intercambio con otros beneficiarios, ya sea de manera directa o a través de distintas agencias de intercambio.

## Industria
Según ARDA (Asociación de Desarrollo de Resorts Americana), la industria del tiempo compartido alcanzó en 2010 un volumen de negocio de 6.400 millones de dólares en ventas, revirtiendo así la tendencia de descenso que se producía desde que se iniciara la crisis financiera a finales del año 2008.

## Críticas
La industria de tiempo compartido ha sido criticada y a menudo relacionada con el fraude turístico. A diferencia de los tradicionales alquileres, donde el usuario decide cada año sobre la base de la calidad y precio de los alojamientos, el tiempo compartido requiere que se haga un gran pago inicial.
Otro aspecto de queja tiene que ver con las cuotas anuales de mantenimiento. Algunas críticas hablan de cuotas siempre al alza que hacen que los propietarios no puedan permitirse el mantener sus derechos de tiempo compartido debido a la presión financiera. 
En contra parte, existen intermediarios llamados agencias especializadas en la gestión de tiempo compartido, quienes se encargan de asesorar a los propietarios para un mejor entendimiento del funcionamiento de sus propiedades.

## Legislación

### España
La regulación de la mal llamada multipropiedad llegó a España con la Ley 42 de 15 de diciembre de 1998. La ley 42/1998 trataba sobre los derechos de aprovechamiento por turno de bienes inmuebles de uso turístico y normas tributarias, y supuso la trasposición de la Directiva 94/47/CE del Parlamento Europeo y del Consejo.
Este primer intento de regulación enseguida se reveló como insuficiente y poco efectivo contra las prácticas abusivas por parte de algunos agentes de la industria, usualmente en detrimento de los derechos de los consumidores.
El 18 de marzo de 2012 entró en vigor el Real Decreto-Ley 8/2012 sobre contratos de aprovechamiento por turno de bienes de uso turístico, de adquisición de productos vacacionales de larga duración, de reventa y de intercambio. Esta norma incorpora prácticamente todo el contenido de la Ley 42/1998, conllevando la derogación de la misma, en favor de la trasposición al ordenamiento jurídico español de la Directiva del Parlamento Europeo y del Consejo del mismo título, de 14 de enero de 2008.
El 8 de julio de 2012 entró en vigor la Ley 4/2012, de 6 de julio, de contratos de aprovechamiento por turno de bienes de uso turístico, de adquisición de productos vacacionales de larga duración, de reventa y de intercambio y normas tributarias; derogando el anterior Real Decreto-Ley 8/2012.
En 2015 el Tribunal Supremo hizo una nueva lectura de la ley 42/98 a través de una sentencia por la cual, todos los contratos firmados con posterioridad al 5 de enero de 1999 y que sean, bien a perpetuidad, o bien semanas flotantes, son nulos de pleno derecho. Esto se ha convertido en la mejor fórmula para cancelar una multipropiedad, ya que a día de hoy no existe una política de cancelación para los consumidores. 

### México
El 17 de mayo de 2010, el Secretario de Economía de México, a través de la Dirección General de Normalización, estableció nuevas regulaciones y requerimientos para los operadores de servicios de tiempo compartido. Dichas regulaciones se encuentran recogidas en la Normatividad Mexicana.
En México, el servicio que ofrece el tiempo compartido tiene una mala reputación entre los turistas, sobre todo estadounidenses y canadienses. Después de entrar en vigor las regulaciones y requerimientos para los operadores, el tiempo compartido ahora se conoce como programa de fidelidad entre los resorts de la riviera maya, lo cual ha mejorado la imagen de esta industria.